# Kurzer Lohrbach
Der Kurze Lohrbach ist ein linker Zufluss des Lohrbaches im Landkreis Aschaffenburg im bayerischen Spessart.

## Geographie

### Verlauf

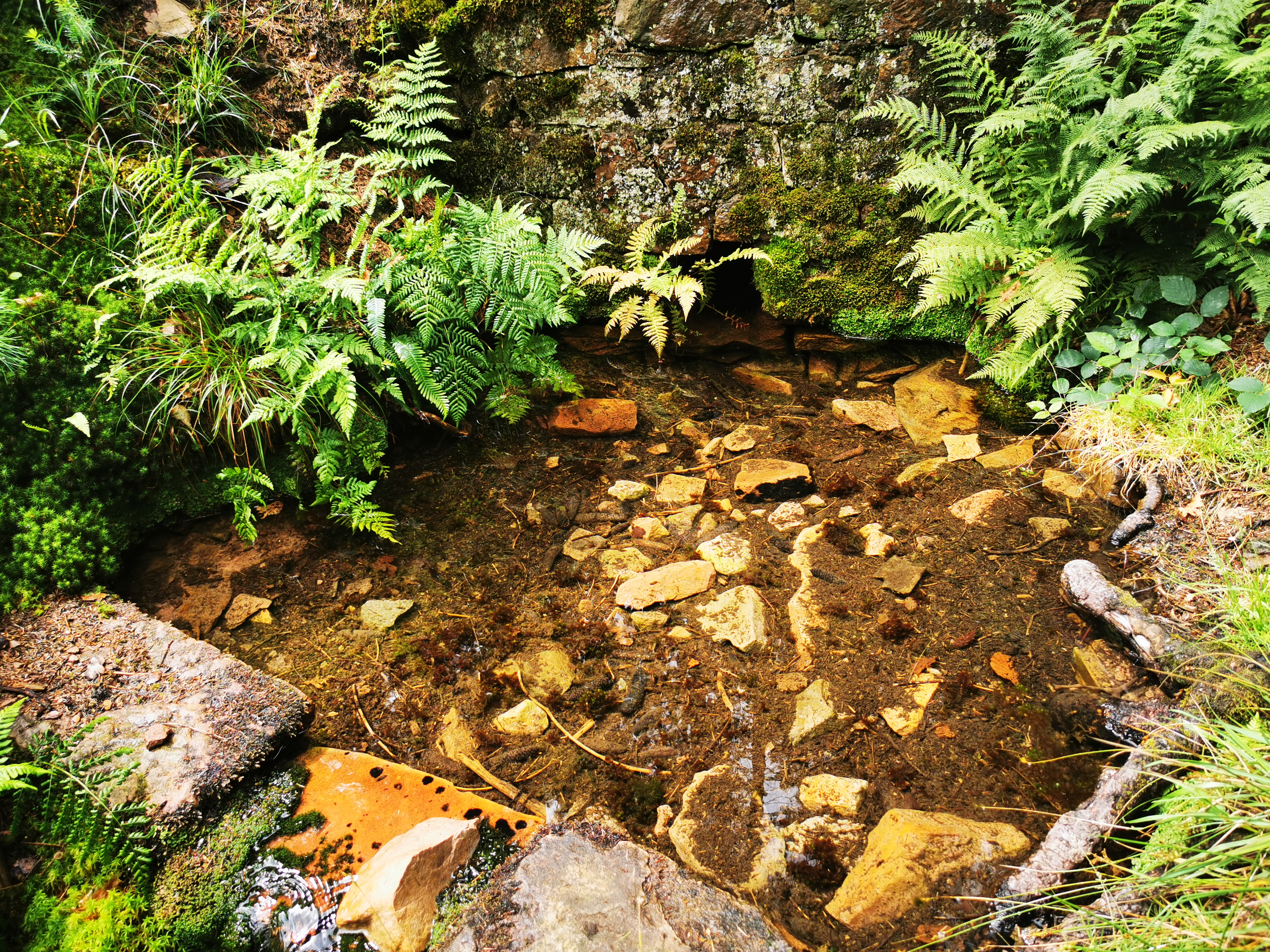
Der Steinbrunnen im Heinrichsthaler Forst

Der Kurze Lohrbach entspringt im gemeindefreien Gebiet Heinrichsthaler Forst im Steinbrunnen oder der Steinbornquelle, südöstlich von Unterlohrgrund. Die Quelle wurde in Sandsteinquadern gefasst.
Der Kurze Lohrbach durchfließt danach zwei kleine Weiher und verlässt den Forst. Er verläuft im unbewaldeten Talgrund in südöstliche Richtung nach Heigenbrücken. Kurz vor dem Ort speist er eine Wassertretanlage. In Heigenbrücken mündet der kurze Lohrbach in der Nähe vom Rathaus in den Lohrbach.
Durch das Tal des Kurzen Lohrbaches führt der Kahltal-Spessart-Radweg.

### Flusssystem Lohr
- Fließgewässer im Flusssystem Lohr